# Guarita
Guarita es un municipio del departamento de Lempira en la República de Honduras.

## Límites
El acceso a esta cabecera se realiza vía Santa Rosa de Copán - San Marcos de Ocotepeque - Cololaca - Guarita. Este recorrido dura aproximadamente 2.5 horas, pero es mucho más cómodo que hacerlo por el lado de la Ciudad de Gracias. Lo que separa este municipio con el de San Juan Guarita es apenas media colina, y de lejos parecen ser una misma ciudad. La carretera está en buen estado durante la mayor parte del año.
Desde el año 2016 el acceso desde San Marcos de Ocotepeque es mediante carretera pavimentada y tan solo 5.3 km de carretera sin pavimento.
| Orientación | Límite                                 |
| ----------- | -------------------------------------- |
| Norte       | Municipio de Cololaca, Lempira         |
| Norte       | Municipio de San Sebastián, Lempira    |
| Sur         | República de El Salvador               |
| Este        | Municipio de Tambla, Lempira           |
| Este        | Municipio de San Juan Guarita, Lempira |
| Oeste       | Municipio de Cololaca, Lempira         |
| Oeste       | República de El Salvador               |

Extensión territorial: 180.3 km².

## Geografía
Se encuentra enclavado a la mitad de una montaña. Sus alrededores están cubiertos de pinos y de robles. Las montañas y cerros que le rodean son muy escarpados y la carretera serpentea por precipicios muy profundos y peligrosos. Debido a la explotación forestal el clima de Guarita ha ido cambiando de templado a cada vez más caluroso.

## Historia
Guarita fue fundada entre los años 1760 a 1772 según información recopilada por personas oriundas de este lugar ya sea por documentos escritos como por información oral.
Hasta ahora no hay una versión exacta, ya que su asentamiento lo tuvo en el lugar que hoy se denomina “Pueblo Viejo”, El cual debido a la escasez de agua y la distancia entre el lugar y el sitio de ubicación de las áreas aptas para el trabajo agrícola, los habitantes optaron por trasladarse al lugar que actualmente es Guarita.
En 1791, en el recuento de población de 1791 es uno de los pueblos que formaba el Curato de Sensenti.
En 1795 (20 de noviembre), fue concedido el título de tierras del municipio.
En 1934 (20 de marzo), con Decreto n.º 91, le otorgó el título de ciudad.

## Población
La población del municipio es alrededor de 8,500 habitantes con 25 aldeas. Su extensión territorial es de 180.3 km² y su promedio de vida está alrededor de 30 a 70 años.
Los mestizos son mayoría en Guarita. Hay un porcentaje representativo de personas de tez blanca pero son provenientes del mestizaje.
- Población: En el año 2013 se tenía una población de 8,378 habitantes. De acuerdo a proyecciones elaborabas por el INE se espera tener para el 2020, un aproximado de 8,858 habitantes.

## Educación
La primera escuela de educación primaria fue fundada en la cabecera municipal atendida por tres religiosas de procedencia Guatemaltecas, impartiendo clases de matemáticas, letras, cocina y artes manuales, se dice que se enseñaba desde la puntada más sencilla hasta la puntada bordado en alto relieve.
En Guarita existe el Instituto Técnico Comunitario "David Hércules Navarro", donde se ofrecen las modalidades de Ciclo Básico Técnico con las opciones de Maderas, Estructuras Metálicas y Hogar; además un Bachillerato en Ciencias Agropecuarias con duración de tres años.
Como una innovación en la Educación Media se ha incorporado el Sistema de Aprendizaje Tutorial (SAT) en las aldeas de San Pablo y Chinquín, municipio de Guarita y Canguacota, municipio de Cololaca Lempira, donde se ofrecen las modalidades de Ciclo Común Impulsor en Bienestar Rural y Bachillerato Práctico en Bienestar rural, mismo que es legalmente recoconocido por todas las universidades del país. Para mayor información visite nuestra página www.reditac.org
Muy pronto actualizaremos la información sobre el nivel de Básica y Prebásica del municipio.
Reporte. de Luis A. López

## Economía
Su principal patrimonio es el cultivo de granos básicos y la ganadería.
Por su elevación sobre el nivel del mar, sus alrededores son muy adecuados para la siembra de café. También se encuentra el aprovechamiento de los recursos forestales, siendo la 2.ª actividad económica de importancia. Los cultivos de maíz y frijol son muy comunes en la zona. También cuenta con electricidad y servicios de comunicación fija y móvil. Debido a su relativa cercanía con San Marcos de Ocotepeque, es común el comercio de varios productos de primera necesidad. Hay al menos un bus que hacen el recorrido hasta San marcos ocotepeque, una vez al día, pernoctando en la ciudad de Guarita.

## Turismo

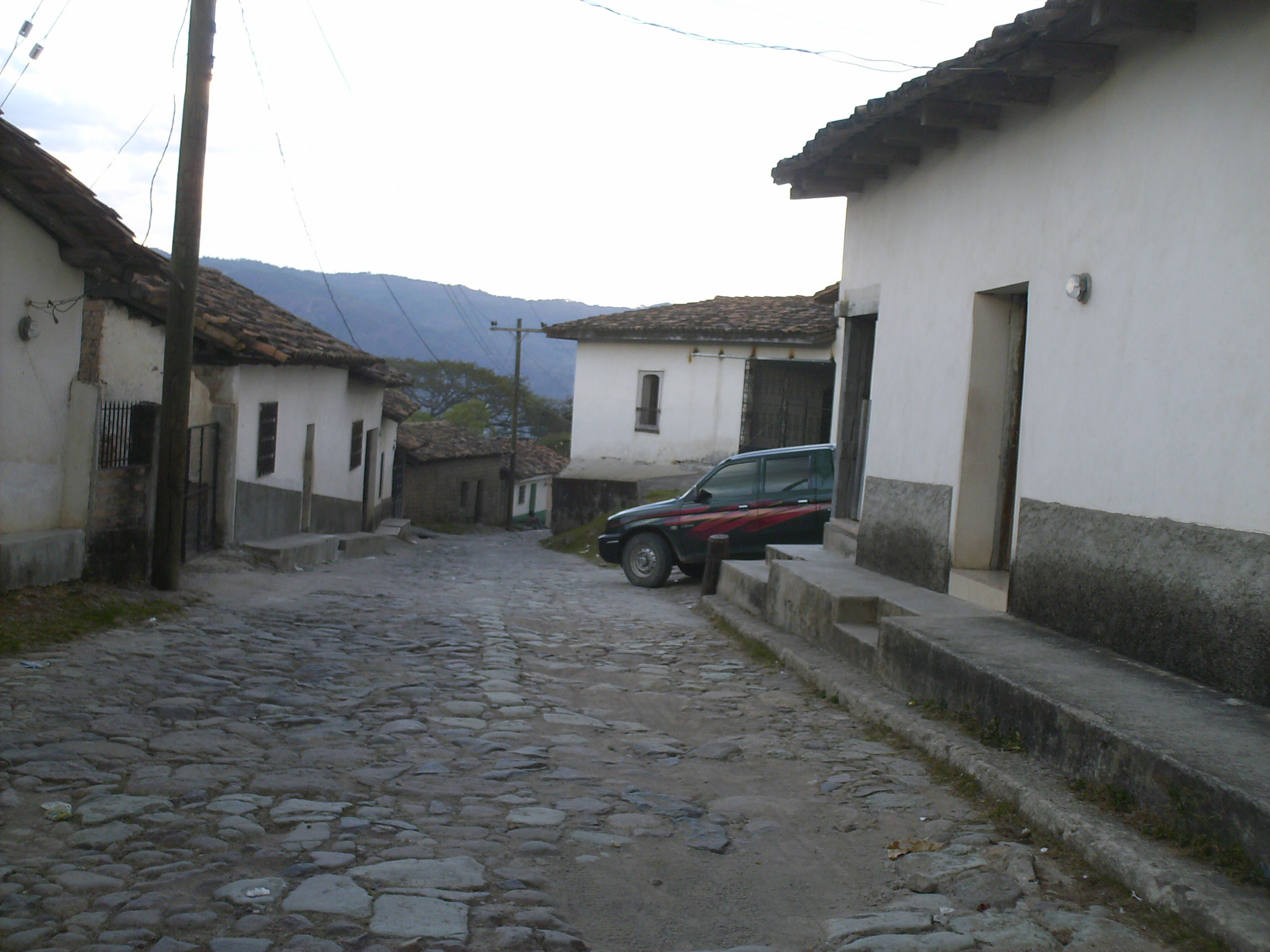
Un Callejón de Guarita.

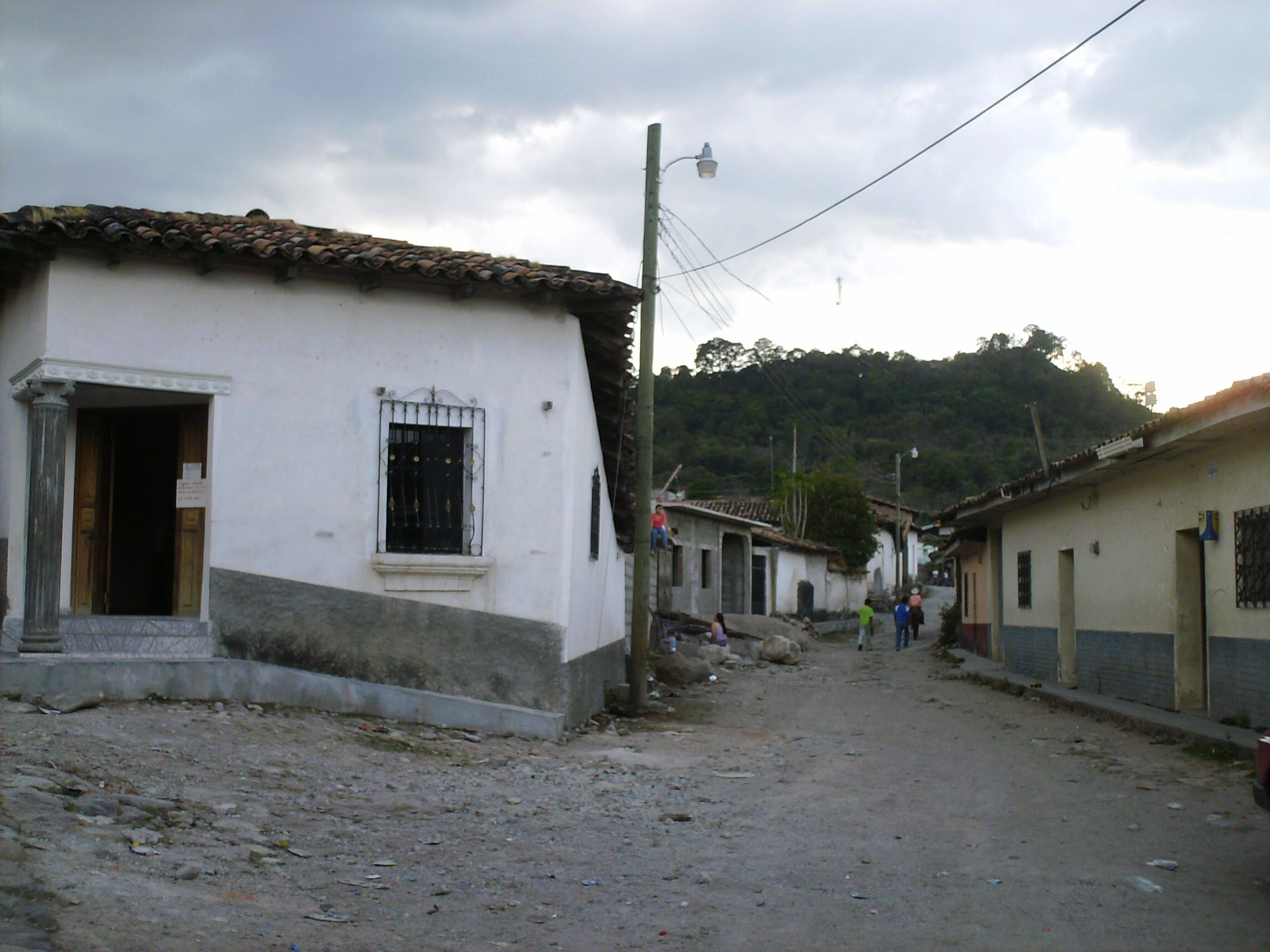
Las Calles de Guarita.

Guarita es un municipio con una historia muy amplia ya que ha formado parte de los primeros elementos administrativos de la colonización, prueba de esto es haber sido parte del Curato" de Sensenti y distrito y cabecera de varios otros municipios que fueron surgiendo a lo largo del tiempo.
Su arquitectura es muy sencilla y colonial. Si se quiere disfrutar de la tranquilidad que ofrecen las zonas apartadas, Guarita es un lugar muy adecuado, pues a pesar de ser una ciudad, todavía presenta muchas características típicas rurales.
Hay 2 establecimientos con acceso a internet, estando uno de ellos en la Alcaldía. Se tiene bastante influencia de cadenas Salvadoreñas de televisión y radio. Actualmente el sistema de cable local incluye televisoras hondureñas, centroamericanas y una que otra internacional.
Recientemente se inauguró un Hotel "Casa Grande" y anexo un pequeño Restaurante "Las Guaras" donde podrá pasar una estadía tranquila en contacto con la naturaleza.
Otro lugar turístico muy visitado en la Aldea de Terlaca, Guarita, es el Karaoke "El Trovador" propiedad del Prof. Marcelino Márquez donde además del ambiente natural y acogedor de un restautante, podrá disfrutar de música en vivo y visitar las famosas catacumbas donde encontrará algo de nuestra historia, personajes célebres del municipio y un pequeño museo.

### Feria Patronal
Su Feria Patronal es del 7 al 15 de enero, día en que la feligresía católica festeja el Santo Patrono El Cristo Negro de Esquipulas, ya que la pàrróquia lleva el nombre de Cristo Redentor.

## División política
Aldeas: 10 (2013)
Caseríos: 121 (2013)
| Código | Aldea                       |
| ------ | --------------------------- |
| 130701 | Guarita                     |
| 130702 | Chapulín Santa Lucía        |
| 130703 | San Antonio                 |
| 130704 | San José Olosingo           |
| 130705 | San Juan Junigual           |
| 130706 | San Pablo                   |
| 130707 | Santa Cruz del Repasteadero |
| 130708 | Santa Cruz Queruco          |
| 130709 | Santo Tomás Chinquín        |
| 130710 | Terlaca                     |